# Montefalcói Szent Klára
Montefalcói Szent Klára (olaszul: Chiara da Montefalco) (Montefalco, 1268 körül – Montefalco, 1308. augusztus 18.) szentként tisztelt középkori itáliai romolhatatlan testű apáca, misztikus írónő.

## Élete
Umbria Montefalco városában született, és már hatéves korától reclusaként élt egy elfalazott kis cellában nővérével, Boldog Johannával († 1291). Később együtt beléptek az Ágoston-rendi apácák közé. Rendkívül imádságos és önsanyargató életet folytatott, amit a legenda szerint Isten 11 évnyi „lelki éjszaka” után rendkívüli kegyelmekkel jutalmazottː csodatevés, elragadtatások, természetfölötti ismeretek adományait nyerte Klára. 1308-ban hunyt el, körülbelül 40 éves korában.
Bár halála után közvetlenül megindult a szentté avatási pere, csak XIII. Leó pápa avatta szentté, 1881-ben. Érdekesség, hogy teste nem bomlott fel halála után, szívén pedig állítólag Krisztus kínszenvedének eszközei lettek csodás módon láthatóvá.

## Művei magyarul
- (szerk.)  Giovanni Pozzi – Claudio Leonardiː Olasz misztikus írónők, Európa Könyvkiadó, Budapest, 2001 ISBN 963-07-6849-6, 189–199. o.